# 安东尼奥-卡尔多苏
安东尼奥-卡尔多苏（葡萄牙語：Antônio Cardoso）是巴西巴伊亚州的一个市镇。总面积293.22平方公里，总人口12110人，人口密度41.3人/平方公里。